# Hibatullah Achundsada
Mawlawi Hibatullah Achundsada (paschtunisch مولوي ھیبت الله اخوندزاده, persisch مولوى هبت الله آخوندزاده, DMG Maulawī Hibat-Allāh-i Āḫūndzāda, englische Transkription Mawlawi Hibatullah Akhundzada; geb. vermutlich 1961 in Pandschwai, Kandahar) ist seit Mai 2016 als Nachfolger von Achtar Mansur Anführer der Taliban. Seit 2021 ist er Staatsoberhaupt des Islamischen Emirats Afghanistan.
Im Juli 2025 erließ der Internationale Strafgerichtshof Haftbefehl gegen Achundsada mit dem Vorwurf des Verbrechens gegen die Menschlichkeit wegen der Unterdrückung von Frauen.

## Leben

### Jugend und erste Herrschaft der Taliban
Es wird angenommen, dass Achundsada 1961 geboren wurde und aus der afghanischen Provinz Kandahar stammt. Der Internationale Strafgerichtshof gibt unter Angabe einer geschwärzten Quelle an, Achundsada sei am 19. oder 20. Oktober 1967 in Nakhonay, einem Ort südwestlich von Kandahar im Bezirk Pandschwai geboren.
Laut Medienberichten war sein Vater ein Dorfimam und die Familie besaß kein Land. Nach der sowjetischen Invasion migrierte die Familie nach Quetta in Pakistan. Hier soll Hibatullah Achundsada eine Madrasa besucht haben.
Achundsadas Tätigkeit in den 1980ern und 1990ern ist weitgehend unbekannt. Nach der Machtübernahme der Taliban 1996 soll er Teil der Sittenpolizei gewesen sein und anschließend an einer jihadistische Madrasa in Kandahar unterrichtet haben.
Laut einer 2016 veröffentlichten Studie des Rechercheinstituts Afghanistan Analysts Network wird er in unterschiedlichen Quellen als ehemaliger Oberster Richter der Taliban, als dessen Stellvertreter oder als ehemaliger Leiter der von den Taliban bis 2001 installierten Gerichtshöfe beschrieben.

### Leben in Quetta 2001–2021
Nach dem Fall der Talibanregierung soll Achundsada nach Pakistan zurückgekehrt sein. Nach Presserecherchen betätigte Achundsada sich bis zwei Tage vor seiner Ausrufung als Nachfolger Mansurs offenbar 15 Jahre lang als Prediger und Religionslehrer in einer Moschee in Kuchlak bei Quetta in Pakistan.
Es gab 2012 und 2019 Attentatsversuche gegen ihn. Während einer Vorlesung von Achundsada im Jahr 2012 in Quetta stand ein Mann inmitten der Studenten und richtete eine Pistole aus nächster Nähe auf Achundsada. Die Pistole hatte eine Ladehemmung und der Attentäter wurde überwältigt. Achundsada soll sich während des Vorfalls und des anschließenden Chaos nicht bewegt haben.
Am 16. August 2019 wurde sein Bruder Hafiz im Ort Kuchlak, nahe Quetta, bei einer starken Bombenexplosion während des Freitagsgebets in der Khair Ul Madarais Moschee getötet, wo er Imam war. Eigentlich sollte Hibatullah Achundsada das Gebet halten, war aber nicht vor Ort. Zwei Neffen wurden verletzt und drei weitere Personen getötet. Nach einer anderen Quelle kam neben dem Bruder auch sein Vater ums Leben, und ein Sohn Achundsadas wurde verletzt. Eine Taliban-Splittergruppe vermutete man als Bombenleger.
2015 wurden Achundsada und Siradschuddin Haqqani zu Stellvertretern des Führers der Taliban Akhtar Mansur ernannt. Nach der Tötung Mansurs durch die USA wurde Hibatullah Achundsada am 25. Mai 2016 zum Anführer der Taliban ernannt. Achundsadas Stellvertreter wurden Mullah Yaqoob, Sohn von Mohammed Omar, und Siradschuddin Haqqani, Sohn von Dschalaluddin Haqqani.

### De-facto-Staatsoberhaupt von Afghanistan seit 2021
Im August 2021, während der Offensive der Taliban in Afghanistan, wurde medial verbreitet, Achundsada befände sich im Gewahrsam der pakistanischen Armee. Taliban-Quellen gaben daraufhin bekannt, Achundsada sei aktuell in Kandahar und die pakistanischen Behörden hätten Möglichkeit zu direktem Kontakt mit allen Talibanführern.
Anfang September 2021 kündigten Vertreter der Taliban an, Achundsada werde als Staatsoberhaupt Afghanistans fungieren und ähnlich wie Ali Chamenei im Iran als Oberster Führer über der Regierung stehen. Die De-facto-Staatsführung durch Achundsada wurde seither nicht formalisiert. Das Wort Achundsadas ist im Emirat Gesetz und religiöse Doktrin. Er erlässt von seinem Sitz in Kandahar aus Dekrete, die die höchsten Rechtsquellen darstellen. Ministerien der Regierung können Gesetzesvorschläge initiieren und Achundsada zur Genehmigung vorlegen; regelmäßig erlässt dieser aber auch ohne dieses Verfahren Gesetze.
Kurz nach der Ernennung der Übergangsregierung durch die Taliban am 7. September 2021 wurde eine namentlich gezeichnete Erklärung von Achundsada veröffentlicht, in dem dieser die künftige Politik des Landes skizzierte.
Am 30. Oktober 2021 trat Hibatullah Achundsada erstmals in der afghanischen Öffentlichkeit auf. Er hielt in Kandahar in der Koranschule Darul Ulum Hakimah eine Rede vor Anhängern. Es gibt keine Bilder und Videos vom Auftritt. Die Taliban veröffentlichten nach dem Auftritt eine zehnminütige Audiobotschaft mit einer religiösen Ansprache. Achundsada wurde von den Taliban als Amirul Mominin (Kommandeur der Gläubigen) bezeichnet. In der Ansprache bat er um Gottes Segen für die Taliban-Führung und den Erfolg der Verantwortlichen des Islamischen Emirats. Er bete auch für die Taliban-Märtyrer.
Am 1. Juli 2022 hatte er einen erneuten öffentlichen Auftritt. Er trat bei einem Treffen von 3000 Religionsgelehrten aus dem ganzen Land auf. Im Staatsfunk wurde seine Rede übertragen; Medien waren weitgehend von der Veranstaltung ausgeschlossen und Bilder gab es keine. Die Versammlung glich einer Loja Dschirga, bei der traditionell wichtige Entscheidungen für das Land getroffen werden. Es ist die erste Versammlung dieser Art seit der Machtübernahme der Taliban 2021.
Am 18. Mai 2024 gab die Anti-Taliban-Miliz Afghanistan Freedom Front bekannt, ein Attentat auf Achundsada in Kabul verübt zu haben. Laut ihr wurden drei Sicherheitskräfte des Präsidenten getötet. Lokale Quellen bestätigten eine Explosion, während die Taliban zum Anschlag schwiegen.
Der Internationale Strafgerichtshof stellte am 23. Januar 2025 Haftbefehle gegen Achundsada und den obersten Richter Abdul Hakim Haqqani wegen seit 2021 begangener Unterdrückung und Verfolgung von afghanischen Frauen und Mädchen aus.

## Politische Positionen
Eine Quelle aus den Reihen der Taliban beschreibt Achundsada als Hardliner. Ein Beispiel dafür sei die Zerstörung der Buddha-Statuen von Bamiyan im Jahr 2001. Während es unter den Taliban auch Stimmen gegen ihre Zerstörung gegeben habe, habe Achundsada entschieden dafür gestimmt. Er sei einer der wenigen Männer, die das Vertrauen des langjährigen Talibanführers Mohammed Omar genossen hätten.
Verschiedene Medien beschreiben ihn als Mitglied des Quetta Schura, des Führungsgremiums der Taliban, das nach der westpakistanischen Großstadt Quetta benannt worden ist.
In seiner Erklärung vom 7. September 2021 kurz nach der Ernennung der Übergangsregierung durch die Taliban umriss Achundsada seine Vision für die Politik des Landes. Weitgehend bekräftigte er darin, Freiheiten im Rahmen der Auslegung der Taliban zu gewähren: so werde das Emirat internationales Recht und Verträge anerkennen, wo diese nicht den „nationalen Werten“ oder der von den Taliban ausgelegten Scharia widerspreche. Auch Bildung, Pressefreiheit, Menschenrechte, Rechte von Minderheiten und von unterpriviligierten Gruppen werden in dem Dokument genannt, stets unter der Einschränkung, diese würden vom Emirat im Rahmen der eigenen Auslegung des Islam gewährleistet. Achundsada identifizierte das Beseitigen aller Ursachen für Krieg und Unruhen im Land, und die Stärkung der Wirtschaft als Prioriäten. Afghanistan werde auf seinem Boden keine Operationen gegen die Sicherheit anderer Staaten zulassen.
Anfang 2024 soll Achundsada sich für Steinigungen und Auspeitschungen von Frauen bei Ehebruch ausgesprochen haben.